# FK Lokomotiv Saint-Pétersbourg
Le Lokomotiv Saint-Pétersbourg (russe : «Локомотив» Санкт-Петербург) est un ancien club de football russe fondé en 1936 et disparu en 2006, et basé à Saint-Pétersbourg.

## Histoire
Fondé en 1936, le club n'évolue au niveau professionnel qu'à une seule reprise sous l'ère soviétique lors de la saison 1969.
Après la dissolution de l'Union soviétique, le club est intégré dans la nouvelle troisième division russe en 1992, dont il est promu à l'issue de la saison 1995. Le Lokomotiv passe par la suite cinq années en deuxième division, dont une saison sous le nom Lokomotiv-Saturn après la fusion avec le Saturn-1991 en 1996, avant d'être relégué à l'issue de la saison 2000, perdant son statut professionnel dans la foulée. Le club évolue ensuite en quatrième division jusqu'en 2005 où il se retire de toutes compétitions nationales pour évoluer à un niveau uniquement local.

## Bilan sportif

### Classements en championnat
La frise ci-dessous résume les classements successifs du club en championnat de Russie.

### Bilan par saison
| Saison    | Championnat       | Championnat       | Championnat       | Championnat       | Championnat       | Championnat       | Championnat       | Championnat       | Championnat       | Championnat       | Coupe d'URSS        |
| Saison    | Division          | Pos               | Pts               | J                 | V                 | N                 | D                 | BP                | BC                | Diff              | Coupe d'URSS        |
| --------- | ----------------- | ----------------- | ----------------- | ----------------- | ----------------- | ----------------- | ----------------- | ----------------- | ----------------- | ----------------- | ------------------- |
| 1936      | Championnat local | Championnat local | Championnat local | Championnat local | Championnat local | Championnat local | Championnat local | Championnat local | Championnat local | Championnat local | Premier tour        |
| 1937-1968 | Championnat local | Championnat local | Championnat local | Championnat local | Championnat local | Championnat local | Championnat local | Championnat local | Championnat local | Championnat local | —                   |
| 1969      | 3e Russie 8       | 13e               | 13                | 26                | 4                 | 5                 | 17                | 28                | 63                | -35               | —                   |
| 1970-1991 | Championnat local | Championnat local | Championnat local | Championnat local | Championnat local | Championnat local | Championnat local | Championnat local | Championnat local | Championnat local | —                   |
| Saison    | Championnat       | Championnat       | Championnat       | Championnat       | Championnat       | Championnat       | Championnat       | Championnat       | Championnat       | Championnat       | Coupe de Russie     |
| Saison    | Division          | Pos               | Pts               | J                 | V                 | N                 | D                 | BP                | BC                | Diff              | Coupe de Russie     |
| 1992      | 3e Zone 4         | 6e                | 46                | 38                | 16                | 14                | 8                 | 50                | 33                | +17               | —                   |
| 1993      | 3e Zone 5         | 3e                | 42                | 30                | 19                | 4                 | 7                 | 47                | 28                | +19               | Deuxième tour       |
| 1994      | 3e Ouest          | 8e                | 47                | 40                | 19                | 9                 | 12                | 53                | 35                | +18               | Premier tour        |
| 1995      | 3e Ouest          | 5e                | 77                | 42                | 24                | 5                 | 13                | 74                | 44                | +30               | Quatrième tour      |
| 1996      | 2e                | 12e               | 55                | 42                | 15                | 10                | 17                | 57                | 46                | +11               | Troisième tour      |
| 1997      | 2e                | 5e                | 70                | 42                | 19                | 13                | 10                | 55                | 38                | +17               | Quatrième tour      |
| 1998      | 2e                | 16e               | 53                | 42                | 14                | 11                | 17                | 38                | 41                | -3                | Quatrième tour      |
| 1999      | 2e                | 16e               | 51                | 42                | 14                | 9                 | 19                | 35                | 51                | -16               | Quatrième tour      |
| 2000      | 2e                | 20e               | 7-6               | 38                | 3                 | 4                 | 31                | 30                | 87                | -57               | Seizièmes de finale |
| 2001      | 4e Nord-Ouest     | 7e                | 27                | 20                | 7                 | 6                 | 7                 | 24                | 22                | +2                | Cinquième tour      |
| 2002      | 4e Nord-Ouest     | 8e                | 24                | 20                | 6                 | 6                 | 8                 | 20                | 24                | -4                | Deuxième tour       |
| 2003      | 4e Nord-Ouest     | 2e                | 41                | 18                | 13                | 2                 | 3                 | 37                | 12                | +25               | —                   |
| 2004      | 4e Nord-Ouest     | 1er               | 45                | 18                | 14                | 3                 | 1                 | 74                | 7                 | +67               | —                   |
| 2005      | 4e Nord-Ouest     | 3e                | 21                | 14                | 7                 | 0                 | 7                 | 22                | 22                | 0                 | —                   |

Légende
- Promotion en division supérieure
- Relégation en division inférieure

## Entraîneurs
- Sergueï Vedeneïev (ru) (1992-1993)
- Lev Bourtchalkine (1993-1994)
- Givi Nodia (1995-2000)